# Universidade da Amazônia
Die Universidade da Amazônia (abgekürzt UNAMA; auf Deutsch: Universität von Amazonien) ist eine Privatuniversität im Bundesstaat Pará, Brasilien. Die Universität wurde 1993 gegründet und ist dadurch die erste Privatuniversität im Norden Brasiliens geworden. UNAMA besitzt heute vier Campi: drei in Belém („Alcindo Cacela“, „Quintino Bocaiúva“ und „Senador Lemos“) und einen in Ananindeua („Campus BR“).